# إيسيدرو سانشيز
إيسيدرو سانشيز (بالإسبانية: Isidro Sánchez Macip)‏ هو لاعب كرة قدم مكسيكي في مركز الوسط، ولد في 5 يونيو 1987 في ولاية بويبلا في المكسيك. شارك مع منتخب كندا تحت 17 سنة لكرة القدم. أما مع النوادي، فقد لعب مع نادي بويبلا.